# Pittasoma michleri
Pittasoma michleri là một loài chim trong họ Conopophagidae.